# Cooperstown (Pensilvania)
Cooperstown es un borough ubicado en el condado de Venango en el estado estadounidense de Pensilvania. En el año 2000 tenía una población de 460 habitantes y una densidad poblacional de 301 personas por km².

## Geografía
Cooperstown se encuentra ubicado en las coordenadas 41°29′59″N 79°52′26″O / 41.49972, -79.87389.

## Demografía
Según la Oficina del Censo en 2000 los ingresos medios por hogar en la localidad eran de $37,143 y los ingresos medios por familia eran $41,875. Los hombres tenían unos ingresos medios de $34,375 frente a los $20,455 para las mujeres. La renta per cápita para la localidad era de $16,314. Alrededor del 8.4% de la población estaba por debajo del umbral de pobreza.